# 낸시 프레이저

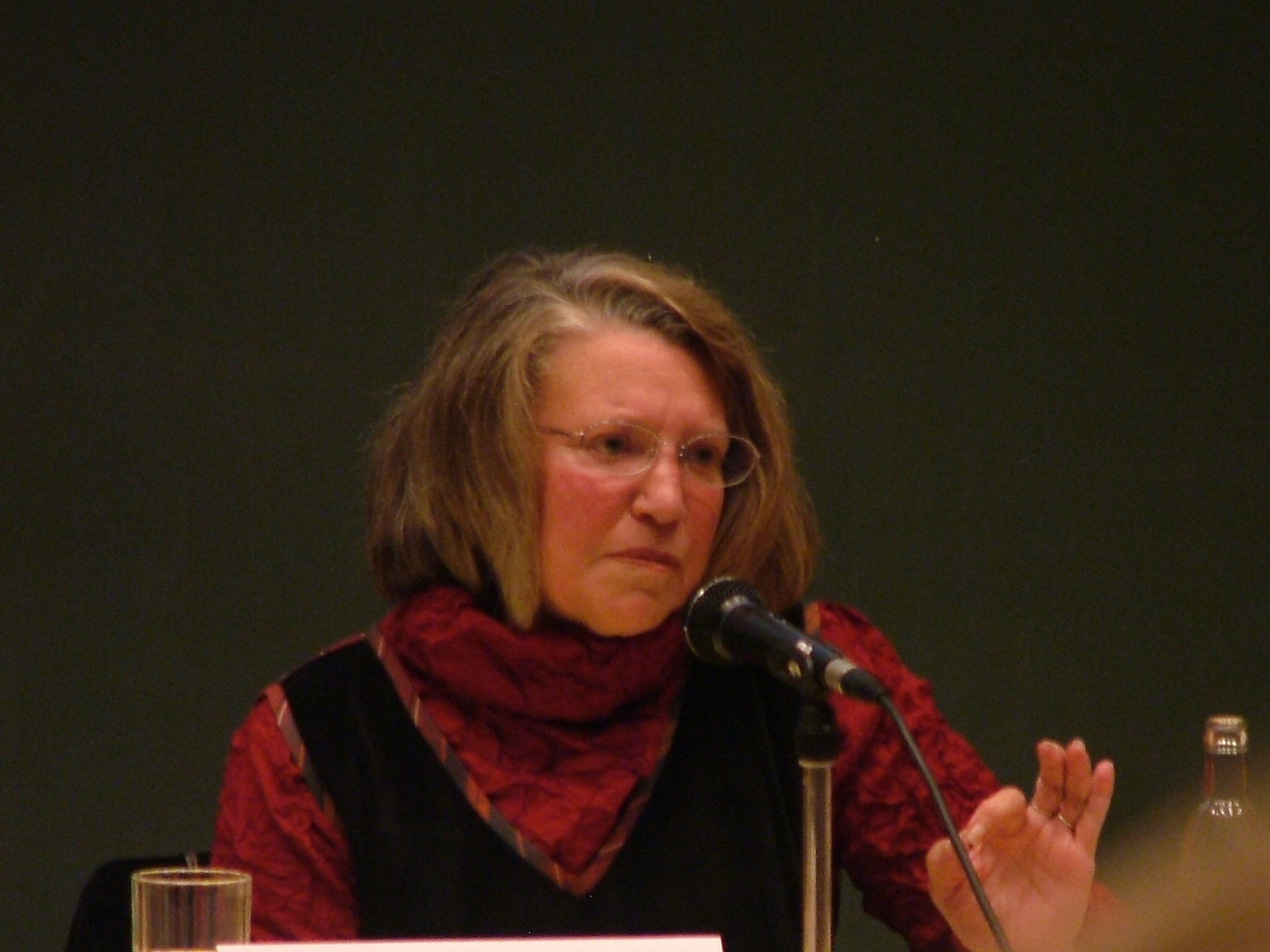

낸시 프레이저 (Nancy Fraser, /ˈfreɪzər/ ; 1947년 5월 20일 ~ )는 미국의 철학자, 비판 이론가, 페미니스트이며 정치 사회 과학 교수이자 뉴 스쿨 철학 교수다. 뉴욕시에서. 정체성 정치에 대한 비판과 정의 개념에 대한 철학적 작업으로 널리 알려진 프레이저는 현대 자유주의 페미니즘 사회 정의 문제의 포기에 대한 철저한 비평가이기도 하다. 프레이저는 3개국 4개 대학에서 명예 박사 학위를 받았고 미국 철학 협회(American Philosophical Association)가 수여하는 2010년 알프레드 슈츠 상 사회 철학상을 수상했다. 프레이저는 미국 철학 협회 동부 지부의 회장이다.
프레이저는 1969년 브린마에서 철학 학사 학위를, 1980년 CUNY 대학원 센터에서 철학박사 학위를 받았다. 프레이저는 New School로 옮기기 전에 수년 동안 노스웨스턴 대학교의 철학과에서 가르쳤고 독일, 프랑스, 스페인, 네덜란드의 대학교에서 방문 교수로 재직했다. 프레이저의 많은 출판물과 강의 외에도 Fraser는 비판적이고 민주적인 이론의 국제 저널인 Constellations의 전 공동 편집자이며 편집 위원회의 위원으로 활동하고 있다. 프레이저는 스탠포드 대학교에서 태너 강의를 하고 암스테르담 대학교에서 스피노자 강의를 하도록 초대받았다.

## 연구
레이저는 다양한 문제에 대해 글을 썼지만 주로 정의와 불의 에 대한 철학적 개념에 대한 작업으로 유명하다. 프레이저는 정의가 두 가지 별개의 상호 연관된 방식으로 이해될 수 있다고 주장한다. 즉, 분배적 정의 (보다 평등한 자원 분배의 관점에서)와 인정의 정의(사회 내의 다른 정체성/그룹에 대한 평등한 인식)이다. 불의에는 상응하는 두 가지 형태가 있다. 바로 분배와 오인이다.
프레이저는 1960년대와 1970년대의 많은 사회 정의 운동이 인종, 성별, 섹슈얼리티 또는 민족성을 기반으로 인정을 주장했으며 잘못된 인식을 수정하는 데 초점을 맞추는 것이 분배 불량의 지속적인 문제에 도전하는 것의 중요성을 무색하게 만들었다고 주장한다. 다시 말해서, 프레이저는 정체성 정치에 너무 많은 초점을 맞추면 신자유주의 자본주의의 해로운 영향과 많은 사회를 특징짓는 증가하는 부의 불평등으로부터 주의를 돌리게 된다고 주장한다.
보다 최근의 작업에서 프레이저는 정체성 정치의 좁은 초점을 부자와 가난한 자 사이의 격차 확대, 특히 자유주의 페미니즘과 관련하여 연결하는 데 더욱 더 나아간다.